# Lepidomyia pulchra
Lepidomyia pulchra är en tvåvingeart som först beskrevs av Samuel Wendell Williston  1888.  Lepidomyia pulchra ingår i släktet Lepidomyia och familjen blomflugor. Inga underarter finns listade i Catalogue of Life.